# Mount Schlossbach
Mount Schlossbach är ett berg i Antarktis. Det ligger i Västantarktis. Nya Zeeland gör anspråk på området. Toppen på Mount Schlossbach är 422 meter över havet.
Terrängen runt Mount Schlossbach är lite kuperad. Trakten är obefolkad. Det finns inga samhällen i närheten.